# 帕尔赛-梅莱
帕尔赛-梅莱（法語：Parçay-Meslay，法語發音：[paʁsɛ mɛlɛ] ⓘ）是法国安德尔-卢瓦尔省的一个市镇，位于该省中北部，省会图尔市区东北约5公里，属于图尔区和图尔-卢瓦尔河谷都会区。该市镇总面积14.07 平方千米，海拔在74至122米之间，2022年1月1日年时的人口为2,574人。

## 地理
帕尔赛-梅莱（47°26'30"N, 0°44'44"E）面积14.07 平方千米，位于法国中央-卢瓦尔河谷大区安德尔-卢瓦尔省，该省份为法国中西部省份，北起萨尔特省、东北接卢瓦-谢尔省，东南接安德尔省，南至维埃纳省，西临曼恩-卢瓦尔省。
与帕尔赛-梅莱接壤的市镇（或旧市镇、城区）包括：舒瓦西耶河畔尚索、莫奈、奥埃圣母镇、罗什科尔邦、图尔。
帕尔赛-梅莱的时区为UTC+01:00、UTC+02:00（夏令时）。

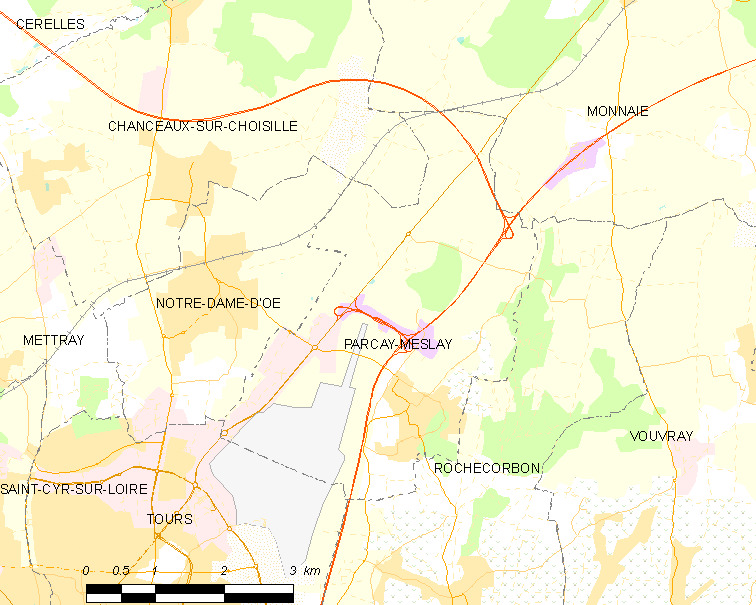
帕尔赛-梅莱的OSM定位图

## 行政
帕尔赛-梅莱的邮政编码为37210，INSEE市镇编码为37179。

## 政治
帕尔赛-梅莱所属的省级选区为武夫赖县。

## 交通
法国国家A10号高速公路经过境内并设有出入口，并与A28高速公路交汇。
安德尔-卢瓦尔省省道D76线和D910线过境，另有省道D76线经过帕尔赛-梅莱镇中心。
图尔公交53路经过境内。

## 人口

1962-2008年间帕尔赛-梅莱人口变化图示

帕尔赛-梅莱于2022年1月1日时的人口数量为2574人。